# Antonio Illersberg
Antonio Illersberg (Trieste, 16 settembre 1882 – Trieste, 21 giugno 1953) è stato un compositore, direttore di coro e violinista italiano.

## Biografia
Rimasto orfano in giovanissima età, Antonio Illersberg fu ricoverato all'Istituto dei Poveri, dove dimostrò precocemente la sua predisposizione per la musica: faceva parte della banda dell'Istituto e suonava tutti gli strumenti, oltre a comporre marce, ballabili e pezzi di genere. Il podestà di Trieste ebbe modo di notarlo e lo affidò al maestro Giuseppe Rota. Visti gli ottimi risultati, nel 1908 venne inviato al Conservatorio di Bologna con una borsa di studio di 80 corone mensili. A Bologna Antonio Illersberg fu allievo di Giuseppe Martucci ed ebbe come compagno di studi Ottorino Respighi. Ritornato nella città natale, insegnò armonia, composizione e canto presso il locale conservatorio, e svolse in special modo un'intensa attività di direzione corale.
Sposò Carmen Miazzi da cui ebbe due figli: Antonio e Tristano. Tristano seguì le sue orme, divenne direttore di orchestra e sposò il soprano Luisa Maragliano (seconde nozze dopo Ersilia Blasutto, che gli diede due figli, un maschio e una femmina). Antonio si trasferì ad Ancona e fu nonno per via materna di Roberto Fogliardi, uno dei tre componenti del collettivo Paolo Agaraff.
Autore di fama ed interesse prettamente locale, Antonio Illersberg si può sicuramente considerare uno dei massimi esponenti della cosiddetta scuola compositiva triestina. Ebbe un ruolo fondamentale soprattutto per la sua veste di didatta, infatti suoi allievi, tra gli altri, sono stati Valdo Medicus, Eugenio Visnovitz, Mario Bugamelli, Giuseppe Radole, Giulio Viozzi, Oreste Rosso, Fabio Vidali e Mario Macchi; pure il giovane Luigi Dallapiccola, per qualche anno, prese lezioni di armonia e composizione da Illersberg, facendo la spola tra la natìa Pisino e Trieste.
Scrisse alcune opere teatrali e sinfoniche, e si dedicò intensamente alla musica corale con composizioni di genere sacro e profano; fu uno dei primi compositori in Italia a dedicarsi in maniera significativa all'elaborazione di temi popolari per coro a voci miste e virili.
Diresse per molti anni il glorioso coro dell'"Acegat" composto da 90 elementi, con il quale negli anni trenta partecipò ad alcune edizioni della Biennale di Venezia.
Antonio Illersberg revisionò e trascrisse molta musica antica, in special modo autori italiani del XVII e XVIII secolo, e talvolta si cimentò in prima persona nella composizione di "falsi" stilistici, ovvero di brano in stile antico, che ironicamente firmò con l'aulico pseudonimo di "Montilario" (traduzione maccheronica del suo cognome dal tedesco).
Antonio Illersberg fu una persona di grande cultura, costantemente attento ed informato rispetto a quanto accadeva nella musica a lui coeva. Dallapiccola ebbe a raccontare che fu proprio grazie ad Illersberg che egli poté per la prima volta visionare alcune partiture di Schoenberg; e fu sempre Illersberg a fargli scoprire il "Manuale d'armonia" schoenberghiano, testo che tanta importanza ebbe nella musica e nella vita di Dallapiccola.
Nonostante ciò, stilisticamente la musica di Illersberg rimane sempre proiettata verso l'Ottocento, saldamente legata al tardoromanticismo, senza mai varcare i confini della tonalità. Sono riscontrabili influenze di Brahms e Richard Strauss, in special modo nei lavori teatrali (l'opera "Trittico", su libretto in dialetto triestino di Morello Torrespini) e sinfonici (Sinfonia in si bemolle, Concerto per violino e orchestra).

## Registrazioni

### CD e DVD
- Concerto per violino e orchestra in Sol maggiore (Alfonso Mosesti, violino | Orchestra Filarmonica Triestina | Ottavio Ziino, dir) CD Rhine Classics RH-003, (p)2017
- Concerto per violino e orchestra in Sol Maggiore (Laura Bortolotto, violino/ Orchestra Nuove Assonanze/ Adriano Martinolli D'Arcy,dir.) DVD Achord Pictures-Comitato per I Grandi Maestri, 2016